# De Wieden

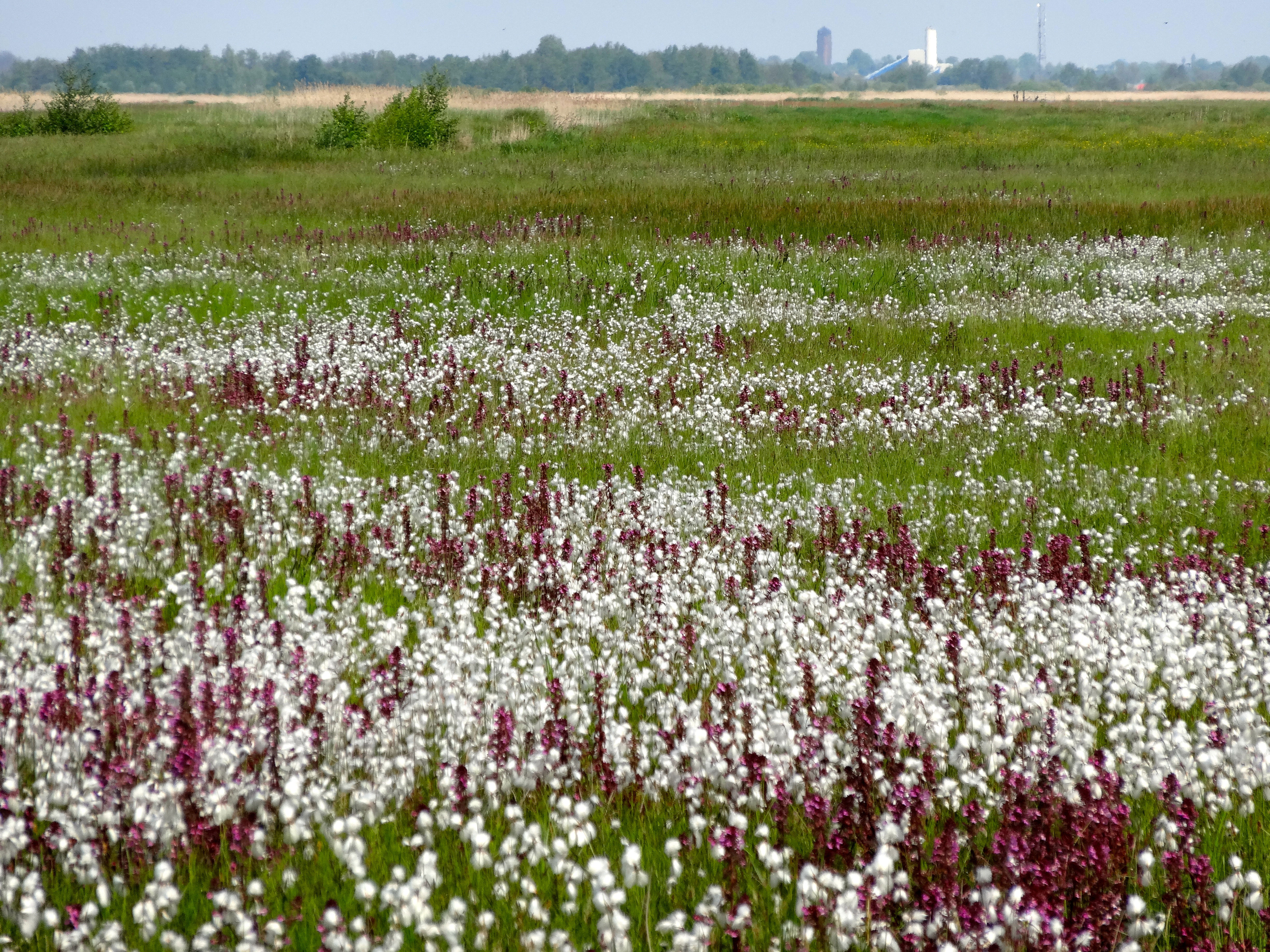
De Wieden tussen Giethoorn en Steenwijk

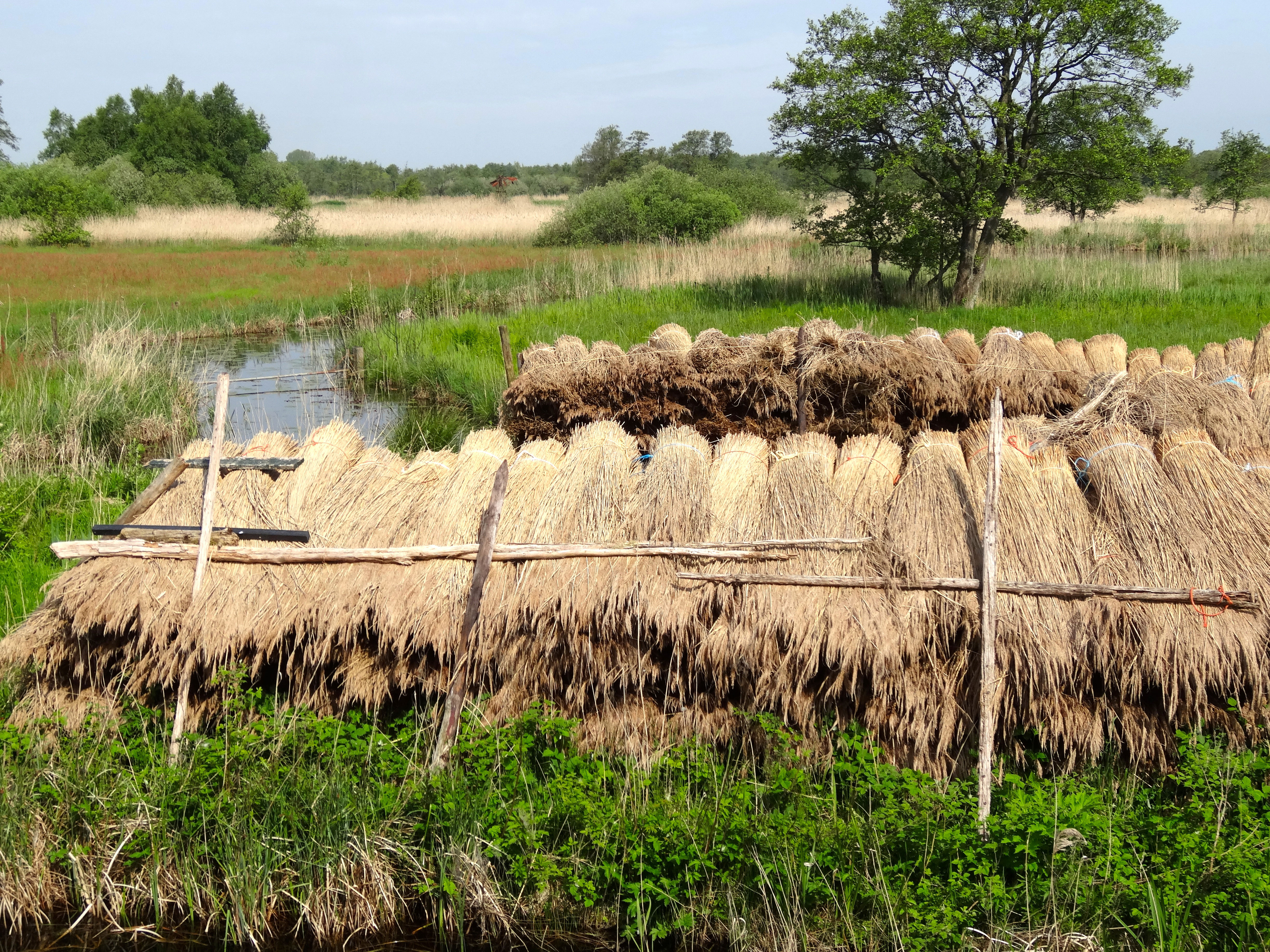
Rietsnijderswerkzaamheden in De Wieden bij Giethoorn

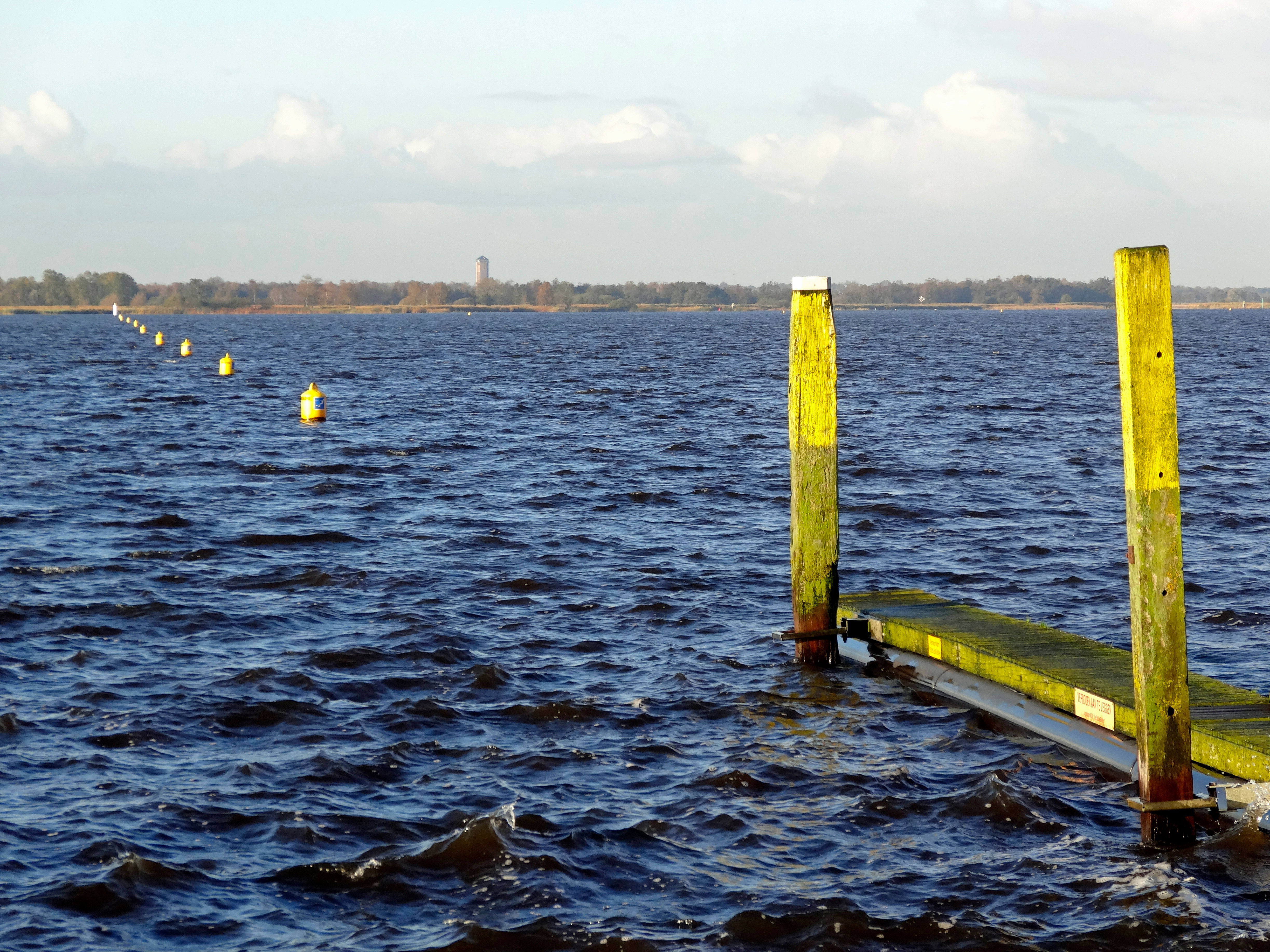
Belterwijde

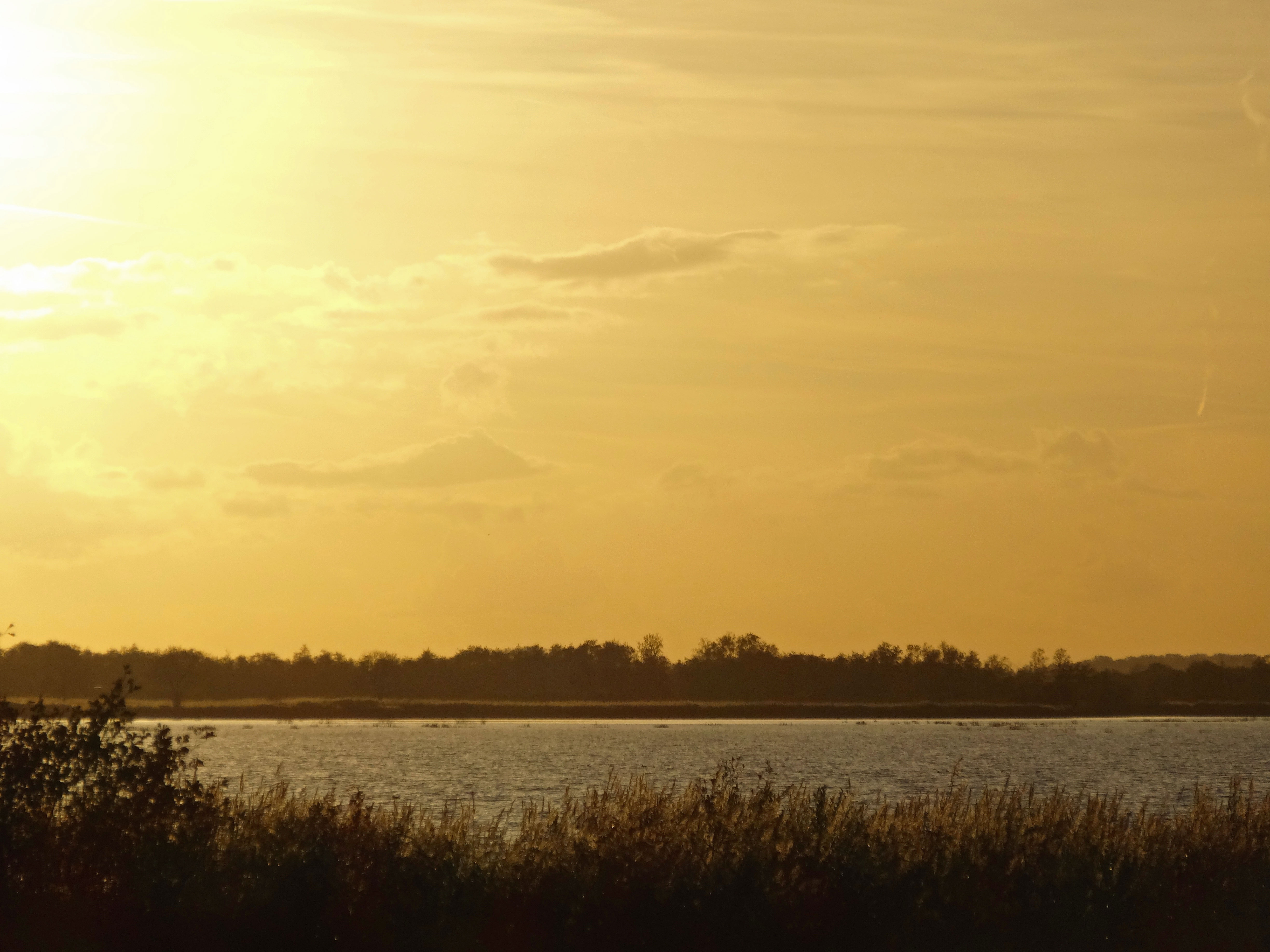
Schutsloterwijde

De Wieden is een meren- en moerasgebied in de gemeente Steenwijkerland in de Kop van de Nederlandse provincie Overijssel. Het is een vergraven laagveengebied. De Belterwijde en Beulakerwijde (ook Belterwiede en Beulakerwiede genoemd) zijn twee grote veenplassen die deel uitmaken van dit natuurgebied. Samen met de Weerribben vormt het Nationaal Park Weerribben-Wieden ter grootte van ca 9500 ha. Samen vormen de beide gebieden een van de belangrijkste moerasgebieden van Europa. Een oppervlakte van 9260 ha van is aangemerkt als Natura 2000-gebied onder de naam Wieden.

## Begroeiing
In de Wieden komen zoals in alle laagveengebieden begroeiingen voor van open water (trekgaten), verlanding (met of zonder drijftillen), trilvenen, rietland, veenheiden, ruigtes en moerasbossen. Er komen zeldzame vegetaties voor, waaronder trilvenen, blauwgraslanden en veenheiden. Tal van zeldzame plantensoorten, waaronder de dennenwolfsklauw, moeraswolfsklauw, blonde zegge en slank wollegras komen in het natuurgebied voor.

## Fauna
Opvallende vogels in de Wieden zijn vooral diverse soorten grote viseters zoals de aalscholver, die hier grote kolonies heeft en de wulp, die hier in grote aantallen voorkomt. Kleinere aantallen zijn er van bijzondere soorten als de roerdomp en de purperreiger. Een andere bijzondere soort die hier naar verhouding nog veel voorkomt is de zwarte stern uit de meeuwenfamilie. Roofvogels zijn o.a. de bruine kiekendief en de zeldzame velduil.
In de Wieden liggen vier eendenkooien, waarvan de grote Otterskooi af en toe kan worden bezocht.

## Wieden: grote plassen
Anders dan in de Weerribben komt hier veel meer open water voor, met name grote plassen ("wieden" of "wijden"). Dat had wellicht te maken met een minder goede reglementering van de turfgraverij, maar ook met enkele zware inbraken van de zee. Een serie overstromingen, met name in 1776 en 1825, maakte een einde aan de nederzetting Beulake, gelegen waar nu de kleine Beulakerwiede is. De Oude Beulakerweg bij St. Jansklooster liep daar vroeger naartoe.
Zeer groot, en bij zwaar weer niet ongevaarlijk, zijn de veenplassen het Grote Beulakerwijde en het Belterwijde. Deze plassen, waarvan de oevers voor een groot deel nog in een natuurlijke toestand verkeren, zijn geliefd bij watersporters. Intiemer is het Bovenwijde door zijn zandbodem, het paviljoen, een routenet en de nabijheid van het toeristendorp Giethoorn. Watersportcentra vindt men bij de gehuchten Ronduite en Blauwe Hand.

## Toerisme
Er zijn verschillende rondvaartexcursies mogelijk door het gebied vanuit Giethoorn en Belt-Schutsloot. Het land is bijna nergens te betreden, maar het water kan op veel plaatsen bevaren worden met kano's, fluisterboten, punters en zeilboten die op allerlei punten kunnen worden gehuurd. In Sint Jansklooster is Bezoekerscentrum De Wieden van Natuurmonumenten gevestigd.